# Hale (Wisconsin)
Hale – miasto w Stanach Zjednoczonych, w stanie Wisconsin, w hrabstwie Trempealeau.